# ناحیه کوموینه
ناحیه کوموینه (به لاتین: Commewijne District) یکی از ناحیه‌های کشور سورینام است. ناحیه کوموینه ۲٬۳۵۳ کیلومتر مربع مساحت و ۳۱٫۴۲۰ نفر جمعیت دارد.

## خواهرخوانده
شهر یوگیاکارتا خواهرخواندهٔ ناحیه کوموینه هست.